# Bathysabellaria spinifera
Bathysabellaria spinifera är en ringmaskart som beskrevs av Lechapt och Kirtley 1996. Bathysabellaria spinifera ingår i släktet Bathysabellaria och familjen Sabellariidae. Inga underarter finns listade i Catalogue of Life.